# Mieczysławowo (Grande-Pologne)
Pour les articles homonymes, voir Mieczysławowo.
Mieczysławowo (prononciation : [mjɛt͡ʂɨswaˈvɔvɔ]) est un village polonais de la gmina de Dominowo dans le powiat de Środa Wielkopolska de la voïvodie de Grande-Pologne dans le centre-ouest de la Pologne.
Il se situe à environ 8 kilomètres au sud-est de Dominowo (siège de la gmina), à 13 kilomètres au nord-est de Środa Wielkopolska (siège du powiat) et à 39 kilomètres au sud-est de Poznań (capitale régionale).

## Histoire
De 1975 à 1998, le village faisait partie du territoire de la voïvodie de Poznań.

Depuis 1999, Mieczysławowo est situé dans la voïvodie de Grande-Pologne.
Le village possède une population de 140 habitants.